# Grand Prix Australii 2025
Grand Prix Australii 2025, oficjalnie Formula 1 Louis Vuitton Australian Grand Prix 2025 – pierwsza runda Mistrzostw Świata Formuły 1 w sezonie 2025. Grand Prix odbyło się w dniach 14–16 marca 2025 na torze Albert Park Circuit w Melbourne. Hat trick w postaci zdobycia pole position, wygrania wyścigu oraz uzyskania najszybszego okrążenia zdobył Lando Norris (McLaren). Na podium stanęli również Max Verstappen (Red Bull Racing) i George Russell (Mercedes).

## Lista startowa
| Nr          | Kierowca              | Zespół                             | Samochód                          | Silnik              | Opony |
| ----------- | --------------------- | ---------------------------------- | --------------------------------- | ------------------- | ----- |
| 1           | Max Verstappen        | Oracle Red Bull Racing             | Red Bull Racing RB21              | Honda RBPTH002      | P     |
| 4           | Lando Norris          | McLaren Formula 1 Team             | McLaren MCL39                     | Mercedes-AMG F1 M16 | P     |
| 5           | Gabriel Bortoleto     | Kick Sauber F1 Team                | Kick Sauber C45                   | Ferrari 066/12      | P     |
| 6           | Isack Hadjar          | Visa Cash App Racing Bulls F1 Team | Racing Bulls VCARB 02             | Honda RBPTH002      | P     |
| 7           | Jack Doohan           | BWT Alpine F1 Team                 | Alpine A525                       | Renault E-Tech RE25 | P     |
| 10          | Pierre Gasly          | BWT Alpine F1 Team                 | Alpine A525                       | Renault E-Tech RE25 | P     |
| 12          | Andrea Kimi Antonelli | Mercedes-AMG PETRONAS F1 Team      | Mercedes-AMG F1 W16 E Performance | Mercedes-AMG F1 M16 | P     |
| 14          | Fernando Alonso       | Aston Martin Aramco F1 Team        | Aston Martin AMR25                | Mercedes-AMG F1 M16 | P     |
| 16          | Charles Leclerc       | Scuderia Ferrari HP                | Ferrari SF-25                     | Ferrari 066/12      | P     |
| 18          | Lance Stroll          | Aston Martin Aramco F1 Team        | Aston Martin AMR25                | Mercedes-AMG F1 M16 | P     |
| 22          | Yūki Tsunoda          | Visa Cash App RB F1 Team           | Racing Bulls VCARB 02             | Honda RBPTH002      | P     |
| 23          | Alexander Albon       | Atlassian Williams Racing          | Williams FW47                     | Mercedes-AMG F1 M16 | P     |
| 27          | Nico Hülkenberg       | Kick Sauber F1 Team                | Kick Sauber C45                   | Ferrari 066/12      | P     |
| 30          | Liam Lawson           | Oracle Red Bull Racing             | Red Bull Racing RB21              | Honda RBPTH002      | P     |
| 31          | Esteban Ocon          | MoneyGram Haas F1 Team             | Haas VF-25                        | Ferrari 066/12      | P     |
| 44          | Lewis Hamilton        | Scuderia Ferrari HP                | Ferrari SF-25                     | Ferrari 066/12      | P     |
| 55          | Carlos Sainz Jr.      | Atlassian Williams Racing          | Williams FW47                     | Mercedes-AMG F1 M16 | P     |
| 63          | George Russell        | Mercedes-AMG PETRONAS F1 Team      | Mercedes-AMG F1 W16 E Performance | Mercedes-AMG F1 M16 | P     |
| 81          | Oscar Piastri         | McLaren Formula 1 Team             | McLaren MCL39                     | Mercedes-AMG F1 M16 | P     |
| 87          | Oliver Bearman        | MoneyGram Haas F1 Team             | Haas VF-25                        | Ferrari 066/12      | P     |
| Źródło: FIA |                       |                                    |                                   |                     |       |

## Wyniki

### Najlepsze czasy sesji treningowych
| Sesja       | Nr | Kierowca        | Konstruktor      | Czas     | Okr. |
| ----------- | -- | --------------- | ---------------- | -------- | ---- |
| 1           | 4  | Lando Norris    | McLaren-Mercedes | 1:17,252 | 21   |
| 2           | 16 | Charles Leclerc | Ferrari          | 1:16,439 | 32   |
| 3           | 81 | Oscar Piastri   | McLaren-Mercedes | 1:15,921 | 16   |
| Źródło: FIA |    |                 |                  |          |      |

### Kwalifikacje
| P                    | Nr | Kierowca              | Konstruktor                  | Czasy w kwalifikacjach | Czasy w kwalifikacjach | Czasy w kwalifikacjach | Poz. s. |
| P                    | Nr | Kierowca              | Konstruktor                  | Q1                     | Q2                     | Q3                     | Poz. s. |
| -------------------- | -- | --------------------- | ---------------------------- | ---------------------- | ---------------------- | ---------------------- | ------- |
| 1                    | 4  | Lando Norris          | McLaren-Mercedes             | 1:15,912               | 1:15,415               | 1:15,096               | 1       |
| 2                    | 81 | Oscar Piastri         | McLaren-Mercedes             | 1:16,062               | 1:15,468               | 1:15,180               | 2       |
| 3                    | 1  | Max Verstappen        | Red Bull Racing-Honda RBPT   | 1:16,018               | 1:15,565               | 1:15,481               | 3       |
| 4                    | 63 | George Russell        | Mercedes                     | 1:15,971               | 1:15,798               | 1:15,546               | 4       |
| 5                    | 22 | Yūki Tsunoda          | Racing Bulls-Honda RBPT      | 1:16,225               | 1:16,009               | 1:15,670               | 5       |
| 6                    | 23 | Alexander Albon       | Williams-Mercedes            | 1:16,245               | 1:16,017               | 1:15,737               | 6       |
| 7                    | 16 | Charles Leclerc       | Ferrari                      | 1:16,029               | 1:15,827               | 1:15,755               | 7       |
| 8                    | 44 | Lewis Hamilton        | Ferrari                      | 1:16,213               | 1:15,919               | 1:15,973               | 8       |
| 9                    | 10 | Pierre Gasly          | Alpine-Renault               | 1:16,328               | 1:16,112               | 1:15,980               | 9       |
| 10                   | 55 | Carlos Sainz Jr.      | Williams-Mercedes            | 1:16,360               | 1:15,931               | 1:16,062               | 10      |
| 11                   | 6  | Isack Hadjar          | Racing Bulls-Honda RBPT      | 1:16,354               | 1:16,175               |                        | 11      |
| 12                   | 14 | Fernando Alonso       | Aston Martin Aramco-Mercedes | 1:16,288               | 1:16,453               |                        | 12      |
| 13                   | 18 | Lance Stroll          | Aston Martin Aramco-Mercedes | 1:16,369               | 1:16,483               |                        | 13      |
| 14                   | 7  | Jack Doohan           | Alpine-Renault               | 1:16,315               | 1:16,863               |                        | 14      |
| 15                   | 5  | Gabriel Bortoleto     | Kick Sauber-Ferrari          | 1:16,516               | 1:17,520               |                        | 15      |
| 16                   | 12 | Andrea Kimi Antonelli | Mercedes                     | 1:16,525               |                        |                        | 16      |
| 17                   | 27 | Nico Hülkenberg       | Kick Sauber-Ferrari          | 1:16,579               |                        |                        | 17      |
| 18                   | 30 | Liam Lawson           | Red Bull Racing-Honda RBPT   | 1:17,094               |                        |                        | PL      |
| 19                   | 31 | Esteban Ocon          | Haas-Ferrari                 | 1:17,147               |                        |                        | 18      |
| 107% czasu: 1:21,225 |    |                       |                              |                        |                        |                        |         |
| –                    | 87 | Oliver Bearman        | Haas-Ferrari                 | –                      |                        |                        | PL      |
| Źródło: FIA          |    |                       |                              |                        |                        |                        |         |

### Wyścig
Wyścig odbył się 16 marca 2025 roku i miał rozpocząć się o godzinie 15:00 czasu lokalnego (UTC+11), ale został opóźniony o 15 minut z powodu wypadku Isacka Hadjara na okrążeniu formującym. Wyścig miał wynosić 58 okrążeń, ale został skrócony o jedno okrążenie z powodu przerwanej procedury startowej.
| P           | Nr | Kierowca              | Konstruktor                  | Okr. | Czas         | Poz. s. | +/−       | Punkty |
| ----------- | -- | --------------------- | ---------------------------- | ---- | ------------ | ------- | --------- | ------ |
| 1           | 4  | Lando Norris          | McLaren-Mercedes             | 57   | 1:42:06,304  | 1       | Bez zmian | 25     |
| 2           | 1  | Max Verstappen        | Red Bull Racing-Honda RBPT   | 57   | +0,895       | 3       | 1         | 18     |
| 3           | 63 | George Russell        | Mercedes                     | 57   | +8,481       | 4       | 1         | 15     |
| 4           | 12 | Andrea Kimi Antonelli | Mercedes                     | 57   | +10,135      | 16      | 12        | 12     |
| 5           | 23 | Alexander Albon       | Williams-Mercedes            | 57   | +12,773      | 6       | 1         | 10     |
| 6           | 18 | Lance Stroll          | Aston Martin Aramco-Mercedes | 57   | +17,413      | 13      | 7         | 8      |
| 7           | 27 | Nico Hülkenberg       | Kick Sauber-Ferrari          | 57   | +18,423      | 17      | 10        | 6      |
| 8           | 16 | Charles Leclerc       | Ferrari                      | 57   | +19,826      | 7       | 1         | 4      |
| 9           | 81 | Oscar Piastri         | McLaren-Mercedes             | 57   | +20,448      | 2       | 7         | 2      |
| 10          | 44 | Lewis Hamilton        | Ferrari                      | 57   | +22,473      | 8       | 2         | 1      |
| 11          | 10 | Pierre Gasly          | Alpine-Renault               | 57   | +26,502      | 9       | 2         |        |
| 12          | 22 | Yūki Tsunoda          | Racing Bulls-Honda RBPT      | 57   | +29,884      | 5       | 7         |        |
| 13          | 31 | Esteban Ocon          | Haas-Ferrari                 | 57   | +33,161      | 19      | 6         |        |
| 14          | 87 | Oliver Bearman        | Haas-Ferrari                 | 57   | +40,351      | PL      | 6         |        |
| NS          | 30 | Liam Lawson           | Red Bull Racing-Honda RBPT   | 46   | NU (wypadek) | PL      |           |        |
| NS          | 5  | Gabriel Bortoleto     | Kick Sauber-Ferrari          | 45   | NU (wypadek) | 15      |           |        |
| NS          | 14 | Fernando Alonso       | Aston Martin Aramco-Mercedes | 32   | NU (wypadek) | 12      |           |        |
| NS          | 55 | Carlos Sainz Jr.      | Williams-Mercedes            | 0    | NU (wypadek) | 10      |           |        |
| NS          | 7  | Jack Doohan           | Alpine-Renault               | 0    | NU (wypadek) | 14      |           |        |
| NS          | 6  | Isack Hadjar          | Racing Bulls-Honda RBPT      | 0    | NW (wypadek) | –       |           |        |
| Źródło: FIA |    |                       |                              |      |              |         |           |        |

### Najszybsze okrążenie
| Nr          | Kierowca     | Konstruktor      | Czas     | Okr. |
| ----------- | ------------ | ---------------- | -------- | ---- |
| 4           | Lando Norris | McLaren-Mercedes | 1:22,167 | 43   |
| Źródło: FIA |              |                  |          |      |

### Prowadzenie w wyścigu
| Nr                              | Kierowca       | Konstruktor                | Okrążenia   | Suma |
| ------------------------------- | -------------- | -------------------------- | ----------- | ---- |
| 4                               | Lando Norris   | McLaren-Mercedes           | 1–43, 47–57 | 54   |
| 1                               | Max Verstappen | Red Bull Racing-Honda RBPT | 44–45       | 2    |
| 44                              | Lewis Hamilton | Ferrari                    | 46          | 1    |
| \| Wykres \| \| ------ \| \| \| |                |                            |             |      |
| Źródło: FIA                     |                |                            |             |      |
| Wykres                          |                |                            |             |      |
|                                 |                |                            |             |      |

## Klasyfikacja po wyścigu

### Kierowcy
| P                 | Kierowca              | Zgł. | Punkty | P1 | P2 | P3 | PP | NO | NS | NU | NW |
| ----------------- | --------------------- | ---- | ------ | -- | -- | -- | -- | -- | -- | -- | -- |
| 1                 | Lando Norris          | 1    | 25     | 1  | –  | –  | 1  | 1  | –  | –  | –  |
| 2                 | Max Verstappen        | 1    | 18     | –  | 1  | –  | –  | –  | –  | –  | –  |
| 3                 | George Russell        | 1    | 15     | –  | –  | 1  | –  | –  | –  | –  | –  |
| 4                 | Andrea Kimi Antonelli | 1    | 12     | –  | –  | –  | –  | –  | –  | –  | –  |
| 5                 | Alexander Albon       | 1    | 10     | –  | –  | –  | –  | –  | –  | –  | –  |
| 6                 | Lance Stroll          | 1    | 8      | –  | –  | –  | –  | –  | –  | –  | –  |
| 7                 | Nico Hülkenberg       | 1    | 6      | –  | –  | –  | –  | –  | –  | –  | –  |
| 8                 | Charles Leclerc       | 1    | 4      | –  | –  | –  | –  | –  | –  | –  | –  |
| 9                 | Oscar Piastri         | 1    | 2      | –  | –  | –  | –  | –  | –  | –  | –  |
| 10                | Lewis Hamilton        | 1    | 1      | –  | –  | –  | –  | –  | –  | –  | –  |
| 11                | Pierre Gasly          | 1    | 0      | –  | –  | –  | –  | –  | –  | –  | –  |
| 12                | Yūki Tsunoda          | 1    | 0      | –  | –  | –  | –  | –  | –  | –  | –  |
| 13                | Esteban Ocon          | 1    | 0      | –  | –  | –  | –  | –  | –  | –  | –  |
| 14                | Oliver Bearman        | 1    | 0      | –  | –  | –  | –  | –  | –  | –  | –  |
| Niesklasyfikowani |                       |      |        |    |    |    |    |    |    |    |    |
| –                 | Liam Lawson           | 1    | 0      | –  | –  | –  | –  | –  | 1  | 1  | –  |
| –                 | Gabriel Bortoleto     | 1    | 0      | –  | –  | –  | –  | –  | 1  | 1  | –  |
| –                 | Fernando Alonso       | 1    | 0      | –  | –  | –  | –  | –  | 1  | 1  | –  |
| –                 | Carlos Sainz Jr.      | 1    | 0      | –  | –  | –  | –  | –  | 1  | 1  | –  |
| –                 | Jack Doohan           | 1    | 0      | –  | –  | –  | –  | –  | 1  | 1  | –  |
| –                 | Isack Hadjar          | 1    | 0      | –  | –  | –  | –  | –  | 1  | –  | 1  |
| Źródło: FIA       |                       |      |        |    |    |    |    |    |    |    |    |

### Konstruktorzy
| P           | Konstruktor                  | Zgł. | Punkty | P1 | P2 | P3 | PP | NO | NS | NU | NW |
| ----------- | ---------------------------- | ---- | ------ | -- | -- | -- | -- | -- | -- | -- | -- |
| 1           | McLaren-Mercedes             | 2    | 27     | 1  | –  | –  | 1  | 1  | –  | –  | –  |
| 2           | Mercedes                     | 2    | 27     | –  | –  | 1  | –  | –  | –  | –  | –  |
| 3           | Red Bull Racing-Honda RBPT   | 2    | 18     | –  | 1  | –  | –  | –  | 1  | 1  | –  |
| 4           | Williams-Mercedes            | 2    | 10     | –  | –  | –  | –  | –  | 1  | 1  | –  |
| 5           | Aston Martin Aramco-Mercedes | 2    | 8      | –  | –  | –  | –  | –  | 1  | 1  | –  |
| 6           | Kick Sauber-Ferrari          | 2    | 6      | –  | –  | –  | –  | –  | 1  | 1  | –  |
| 7           | Ferrari                      | 2    | 5      | –  | –  | –  | –  | –  | –  | –  | –  |
| 8           | Alpine-Renault               | 2    | 0      | –  | –  | –  | –  | –  | 1  | 1  | –  |
| 9           | Racing Bulls-Honda RBPT      | 2    | 0      | –  | –  | –  | –  | –  | 1  | –  | 1  |
| 10          | Haas-Ferrari                 | 2    | 0      | –  | –  | –  | –  | –  | –  | –  | –  |
| Źródło: FIA |                              |      |        |    |    |    |    |    |    |    |    |